# Diogenes z Synopy

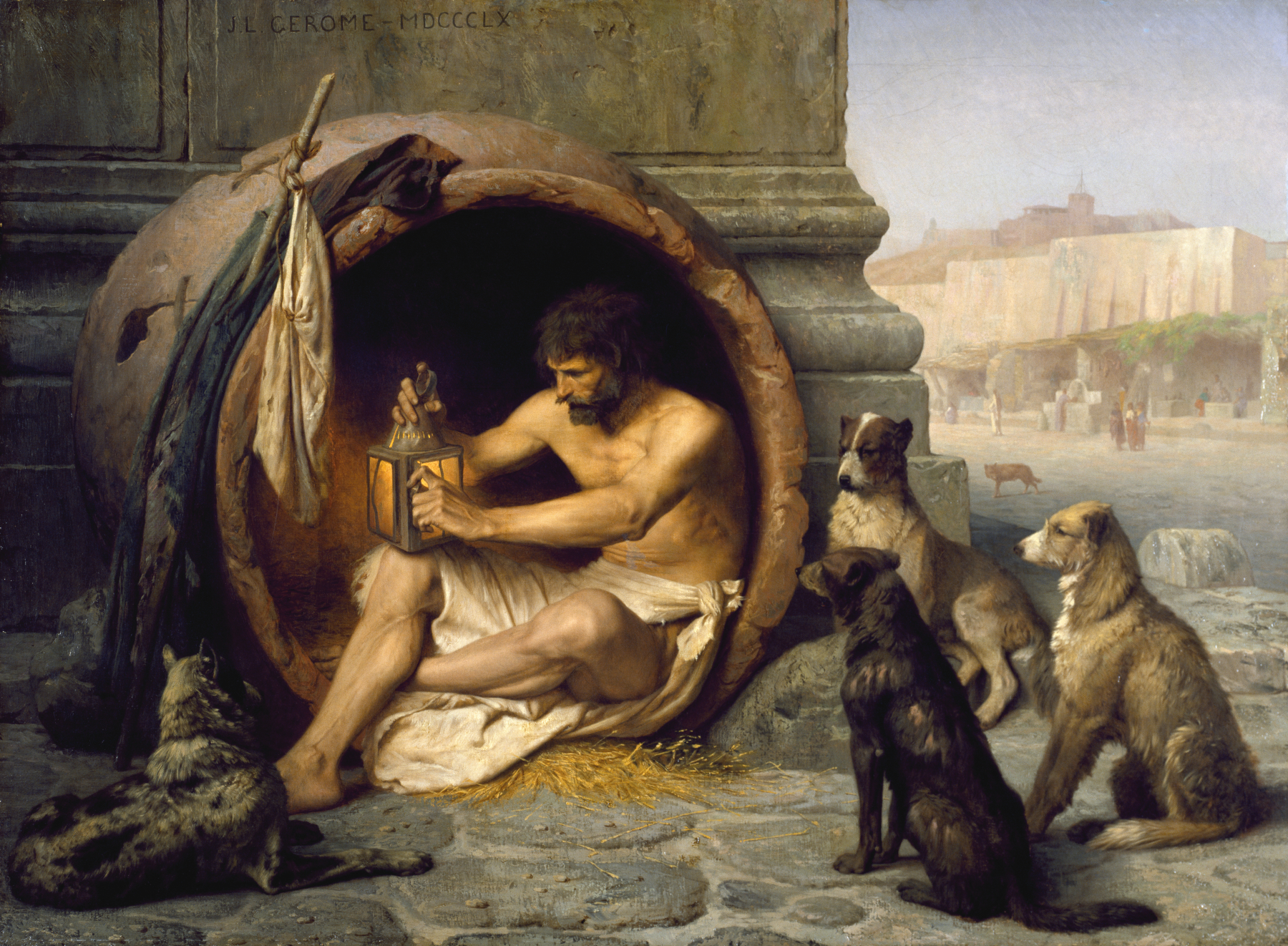
Diogenes (mal. J.-L. Gérôme, 1860). Filozof w swym symbolicznym mieszkaniu, z anegdotyczną latarnią, w otoczeniu psów alegorycznie nawiązujących do jego przezwiska i nazwy szkoły cyników (kynikoi)

Diogenes z Synopy, gr. Διογένης της Σινώπης Diogenes tes Sinopes (ur. ok. 413 r. p.n.e. w Synopie, zm. ok. 323 r. p.n.e. w Koryncie) – grecki filozof, przedstawiciel szkoły cyników (nazwanej od jego przydomka Kyon – Pies) i uczeń Antystenesa. 
Był nauczycielem Kratesa z Teb. Starając się wprowadzić w czyn głoszone przez siebie poglądy i zarzucając swojemu nauczycielowi sprzeciwienie się im, stał się abnegatem. Mimo swego ekscentrycznego sposobu życia, niekonwencjonalnych zachowań i radykalizmu w głoszeniu pogardy dla rozkoszy życiowych i dóbr materialnych, stał się jedną z najpopularniejszych postaci starożytności.

## Życie i działalność
Pochodził z Synopy nad Morzem Czarnym. W młodości pomagał w pracy ojcu – Hikezjosowi, który był bankierem. Obaj zostali wygnani z miasta, gdy oskarżono ich o psucie monety. Po przeniesieniu się do Aten Diogenes wstąpił do filozoficznej szkoły Antystenesa. Podczas jednej z podróży odwiedził m.in. Syrakuzy, został wzięty do niewoli przez śródziemnomorskich piratów i sprzedany jako niewolnik Kseniadesowi, mieszkańcowi Koryntu. Tam zajął się wychowaniem jego dzieci. Po śmierci, która według starożytnych historyków nastąpiła w dniu zgonu Aleksandra Wielkiego, został pochowany w Koryncie, a obywatele miasta wznieśli na jego grobie marmurową figurę psa.
W Atenach żył według głoszonych przez siebie zasad – uwolnienia od dóbr materialnych (ubóstwa) i panujących norm społecznych. Według opisów Diogenesa Laertiosa, poczynania jego imiennika z Synopy cechowały się anaideią: chodził w łachmanach, mieszkał w beczce, a potrzeby fizjologiczne załatwiał na ulicy. Wierzył, iż mimo oporu ludzi, należy ich skłonić do głoszonych przez siebie zasad. Jedną z nich była całkowita niezależność od otoczenia oraz samowystarczalność.
Idąc w swych poglądach dalej od Antystenesa, pragnął, ażeby człowiek, którego porównywał z monetą, był odbijany innym stemplem niż dotąd, tzn. wymagał zastąpienia kultury przez naturę i odpowiadający jej sposób życia, podobny do życia ludów barbarzyńskich i zwierząt. Przede wszystkim domagał się zniesienia małżeństwa, wprowadzenia wspólności kobiet i dzieci, siebie zaś nazwał pierwszym, na przekór państwu, które strzeże kultury, kosmopolitą, obywatelem kosmosu, czyli świata. Diogenes praktykował również ascetyzm, który jednak nie miał na celu osłabienia ciała, lecz jego wzmocnienie dla prowadzenia życia pierwotnego. Był też głosicielem cynicznego bezwstydu, w myśl którego to, co robią wszyscy, można robić publicznie.

## W anegdocie

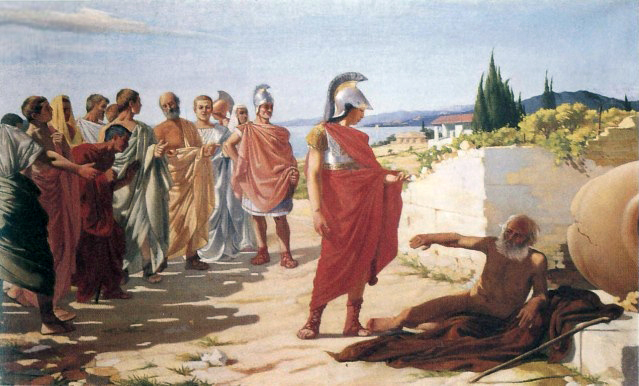
Aleksander i Diogenes (mal. Paride Pascucci, 1891)

Liczne ze znanych anegdot o filozofie pochodzą z późnoantycznej antologii Jana Stobajosa zatytułowanej Eklogai, apophthegmata, hypothekai (Wypisy, wypowiedzi, nauki). Jedna z nich nawiązuje do aktu publicznej sprzedaży Diogenesa jako niewolnika. Kiedy wywoływacz rutynowo spytał go co potrafi, filozof odrzekł, że umie rządzić ludźmi, co tamten potraktował ze śmiechem, iż jest rzadka okazja, jeśli ktoś pragnie sobie kupić pana.  
Według innego anegdotycznego przekazu, kiedyś ogrzewającego się na słońcu Diogenesa odwiedził sam Aleksander Wielki, który oznajmił, że spełni jego każde życzenie. Na co filozof odparł, iż jedynym jego życzeniem jest, by Aleksander przesunął się nieco, gdyż zasłania mu słońce.
Według jeszcze innej opowieści Diogenes miał przechadzać się w biały dzień po mieście z zapaloną latarnią. Zapytany, dlaczego to czyni, odpowiedział: „Szukam człowieka”. Odtąd latarnia Diogenesa uchodzi za symbol niewiary w istnienie prawdziwego człowieka.